# Hålslev

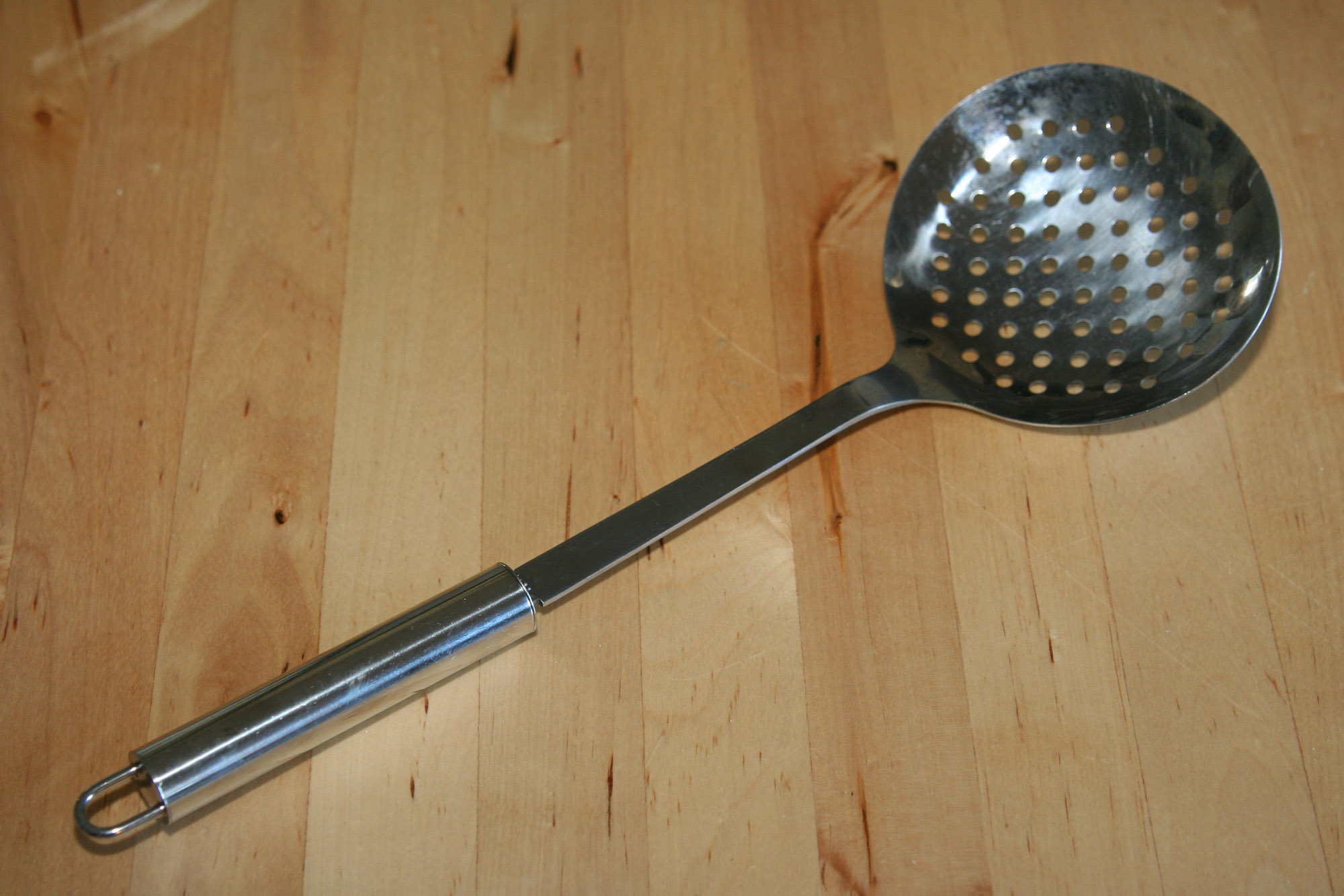
Hålslev.

En hålslev eller skumslev är en slev med hål i. Den används när man vill plocka upp någonting ur en gryta med vätska i utan att hälla bort vätskan, till exempel när man friterar eller när man kokar buljong och de fasta delarna tas upp och slängs, samt till att avlägsna skummet när man kokar köttgrytor och liknande.